# Seth Barnes Nicholson
Seth Barnes Nicholson (12 de novembro de 1891 - 2 de julho de 1963) foi um astrônomo estadunidense. Foi o descobridor das luas de Júpiter Sinope, Lisiteia, Carme e Ananke. Ele também descobriu dois asteroides, 878 Mildred e 1647 Menelaus.
Em 1963, ele foi premiado com a Medalha Bruce. O asteroide 1831 Nicholson, a cratera lunar Nicholson e a cratera marciana Nicholson foram nomeados a partir dele.